# عبد الكريم بوفرة
عبد الكريم بوفرة (مواليد سنة 1961، وجدة) باحث ولساني وأكاديمي مغربي، يشغل منصب أستاذ التعليم العالي بكلية الآداب والعلوم الإنسانية بجامعة محمد الأول بوجدة. له العديد من الكتب والمقالات عن قضايا الفكر اليهودي والفكر الغربي بصفة عامة، بالإضافة إلى مجال اللسانيات وعلم الأديان المقارن.

## مسيرته[2]

### مولده وتعليمه
ولد عبد الكريم بوفرة سنة 1961 بوجدة. بدأ مساره التعليمي الابتدائي والإعدادي والثانوي بوجدة، واستكمل تعليمه العالي بالمدينة ذاتها، ثم بعد ذلك بفرنسا.

#### الشواهد المحصل عليها
- شهادة الإجازة في اللغة العربية وآدابها من جامعة محمد الأول بوجدة.
- شهادة الدراسات المعمقة في الدراسات العبرية من جامعة السوربون الجديدة سنة 1985.
- شهادة الإجازة في تخصص اللغة العبرية الحديثة من معهد اللغات والحضارات الشرقية بباريس سنة 1987.
- شهادة الدكتوراه في اللسانيات العبرية من جامعة باريس 5 - ديكارت سنة 1990، في موضوع (L'emprunt et le calque en arabe et en hébreu moderne à travers les instruments et les noms d'instruments, corpus tiré de deux dictionnaires).[3]
- دكتوراه الدولة من جامعة محمد الخامس أكدال سنة 2001، في موضوع "من قضايا التخطيط اللغوي في اللغة العبرية الحديثة"، تحت إشراف أحمد شحلان.

### مناصبه
- أستاذ زائر في كلية الآداب والعلوم الإنسانية، بجامعة مولاي إسماعيل بمكناس (تخصص اللغة العبرية، في الموسم الجامعي 1990-1991).
- أستاذ التعليم العالي بكلية الآداب والعلوم الإنسانية، بجامعة محمد الأول بوجدة (منذ سنة 1990).

## مؤلفاته[2]
له عدة مساهمات علمية داخل المغرب وخارجه، وله إصدارات ومؤلفات باللغة العربية والفرنسية والعبرية.

### العربية
- 2005: حرب القيم: قراءة في الخطاب الإعلامي بعد أحداث 11 شتنبر 2001، منشورات المجلس العلمي المحلي، وجدة، 224 ص.
- 2008: من قضايا الإسلام والإعلام في الغرب، منشورات وزارة الأوقاف والشؤون الإسلامية، الكويت، 160 ص.
- 2015: علم اللغة الاجتماعي: مقدمة نظرية، منشورات الألوكة، 68 ص.[5]
- 2017: في الفكر اليهودي (جزآن)، منشورات كلية الآداب والعلوم الإنسانية، وجدة.
- 2019: تاريخ الأديان، الديانة اليهودية المبادئ والتصورات، منشورات مكتبة الطالب، وجدة.

### الفرنسية
- Sociolinguistique de l’hébreu moderne. Publications de la Faculté des Lettres et Sciences Humaines, Oujda, Librairie ettalibe, 202 p (2011)

## روابط خارجية
- عبد الكريم بوفرة على موقع أرشيف الشارخ.